# Мурадов, Хамис
Хамис Бекир оглы Мурадов (азерб. Xamis Bəkir oğlu Muradov; 15 сентября 1943, с. Кахмугал, Гахский район, Азербайджанской ССР) — азербайджанский кинорежиссёр
, сценарист, продюсер, Народный артист Азербайджана (2005), Заслуженный деятель искусств Азербайджана (2000), лауреат Государственной премии Азербайджанской ССР (1988), индивидуальный стипендиат Президента Азербайджанской Республики (2012), директор киностудии «Азербайджанфильм» (2002—2011).

## Биография
Окончил художественную школу. В 1962—1966 годах обучался в Азербайджанском государственном художественном институте имени М. Алиева. В 1969—1971 годах продолжил обучение на высших режиссёрских и сценарных курсах в Москве.
С 1966 года работает на киностудии «Азербайджанфильм». Режиссёр-документалист, снял более 50 документальных фильмов, выступил сценаристом около 20 фильмов. В 1988—2001 годах возглавлял студию «Хроника». С начала 2002 года до конца 2011 года работал директором киностудии «Азербайджанфильм» имени Дж. Джаббарлы.

## Режиссёр
- Насими (фильм, 1971) (короткометражный документальный фильм)
- Ашик Алесгар (фильм, 1972) (короткометражный документальный фильм)
- Дашкесан (фильм, 1973) (короткометражный документальный фильм)
- Хамид Султанов (фильм, 1973) (короткометражный документальный фильм)
- Я могу поместить два мира … (фильм, 1973) (короткометражный документальный фильм)
- Весеннее солнце (фильм, 1974) (короткометражный)
- Вечеринка нам подходит (фильм, 1974)
- Вечное братство (фильм, 1975) (короткометражный)
- Герой Франции (фильм, 1975) (короткометражный)
- Человек приходит в мир (фильм, 1976) (короткометражный)
- Узеир Гаджибеков (фильм, 1976) (короткометражный документальный фильм)
- Электротехнические комплексы в бурении (фильм, 1977) (короткометражный документальный фильм)
- Twinned … (фильм, 1978) (короткометражный документальный фильм)
- Дни азербайджанской культуры на Украине (фильм, 1978) (короткометражный документальный фильм)
- Огни Баку (фильм, 1979) (короткометражный документальный фильм)
- Зелёное чудо (фильм, 1979) (короткометражный документальный)
- Посаженные пастбища Азербайджана (фильм, 1980) (короткометражный документальный фильм)
- Хакани (фильм, 1980) (короткометражный документальный фильм)
- Животноводство — забастовочный фронт (фильм, 1981) (короткометражный документальный фильм)
- С любовью к героям! (фильм, 1981) (короткометражный документальный фильм)
- Целебный источник (фильм, 1981) (короткометражный)
- Натаван (фильм, 1982) (короткометражный документальный фильм)
- Краски Абшерона (фильм, 1983) (короткометражный)
- Любовники (фильм, 1983) (короткометражный)
- Бронированные замки (фильм, 1983) (короткометражный)
- Великая земля (фильм, 1984) (короткометражный документальный фильм)
- Каспийское пароходство-60 (фильм, 1985) (короткометражный документальный)
- Спасибо, учитель (фильм, 1985) (короткометражный документальный)
- Я живу в Баку (фильм, 1986) (короткометражный документальный)
- Балабан (фильм, 1987) (короткометражный документальный фильм)
- Эхо (фильм, 1987) (короткометражный)
- Октябрь и Азербайджан (фильм, 1987) (короткометражный документальный фильм)
- Линия полёта (фильм, 1987) (короткометражный)
- Стул (фильм, 1988) (короткометражный)
- Сабирабад (фильм, 1988) (короткометражный документальный фильм)
- Пустота (фильм, 1989) (короткометражный)
- Богиня красоты (фильм, 1989) (короткометражный)
- Муртуз Тар (фильм, 1989) (короткометражный документальный фильм)
- Почётная дорога (фильм, 1989) (короткометражный)
- Дороги к свободе (фильм, 1990) (полнометражный документальный фильм)
- Медресе (фильм, 1990) (короткометражный документальный фильм)
- От мучеников к мученикам (фильм, 1990) (короткометражный документальный фильм)
- Паломничество (фильм, 1991) (короткометражный)
- Поезд жизни (фильм, 1991) (короткометражный)
- Мой хлебный мир (фильм, 1991) (короткометражный документальный фильм)
- Мученики и ветераны (фильм, 1991) (короткометражный документальный фильм)
- Печь Зии (фильм, 1991) (короткометражный документальный фильм)
- На пороге 100-летия (фильм, 1992) (короткометражный)
- Вестник свободы (фильм, 1993) (короткометражный документальный фильм)
- 9 минут (фильм, 1999) (короткометражный)
- Мать (фильм, 1999)
- Ашаби-Кахф (фильм, 2000) (короткометражный документальный фильм)
- Пик мученичества (фильм, 2001) (короткометражный документальный фильм)
- Харай (фильм, 2004) (короткометражный документальный фильм)

## Сценарист
- Я могу поместить два мира … (фильм, 1973) (короткометражный документальный фильм)
- Герой Франции (фильм, 1975) (короткометражный)
- Соловьи Карабаха (фильм, 1977) (короткометражный документальный фильм)
- Посаженные пастбища Азербайджана (фильм, 1980) (короткометражный документальный фильм)
- Каспийское пароходство-60 (фильм, 1985) (короткометражный документальный)
- В свете реконструкции … (фильм, 1988) (короткометражный документальный фильм)
- Пустота (фильм, 1989) (короткометражный)
- Богиня красоты (фильм, 1989) (короткометражный)
- Дороги к свободе (фильм, 1990) [4] (полнометражный документальный фильм)
- Медресе (фильм, 1990) (короткометражный документальный фильм)
- Благословения Агдама (фильм, 1991) (короткометражный документальный фильм)
- Паломничество (фильм, 1991) (короткометражный)
- Хазар зовет на помощь (фильм, 1991) (короткометражный документальный фильм)
- Мученики и ветераны (фильм, 1991) (короткометражный документальный фильм)
- Возвращение к вере (фильм, 1992) (короткометражный документальный фильм)
- Вопрос Кадира (фильм, 1993) (короткометражный документальный фильм)
- Дорога к вершине (фильм, 1995) (короткометражный)
- Пик мученичества (фильм, 2001) (короткометражный документальный фильм)

## Продюсер
- Чародейка (фильм, 2002) (художественный фильм)
- Заложник (фильм, 2005) (художественный фильм)
- Ложь (фильм, 2005) (художественный фильм)
- Мы вернемся (фильм, 2007) (художественный фильм)
- Доброе утро, ангел мой! (фильм, 2008) (художественный фильм)
- Крепость (фильм, 2008) (художественный фильм)
- Побочные эффекты (фильм, 2010) (художественный фильм)
- Бута (фильм, 2011) (художественный фильм)
- Перевёрнутый мир (фильм, 2011) (художественный фильм)